# Igreja de Santa Engrácia

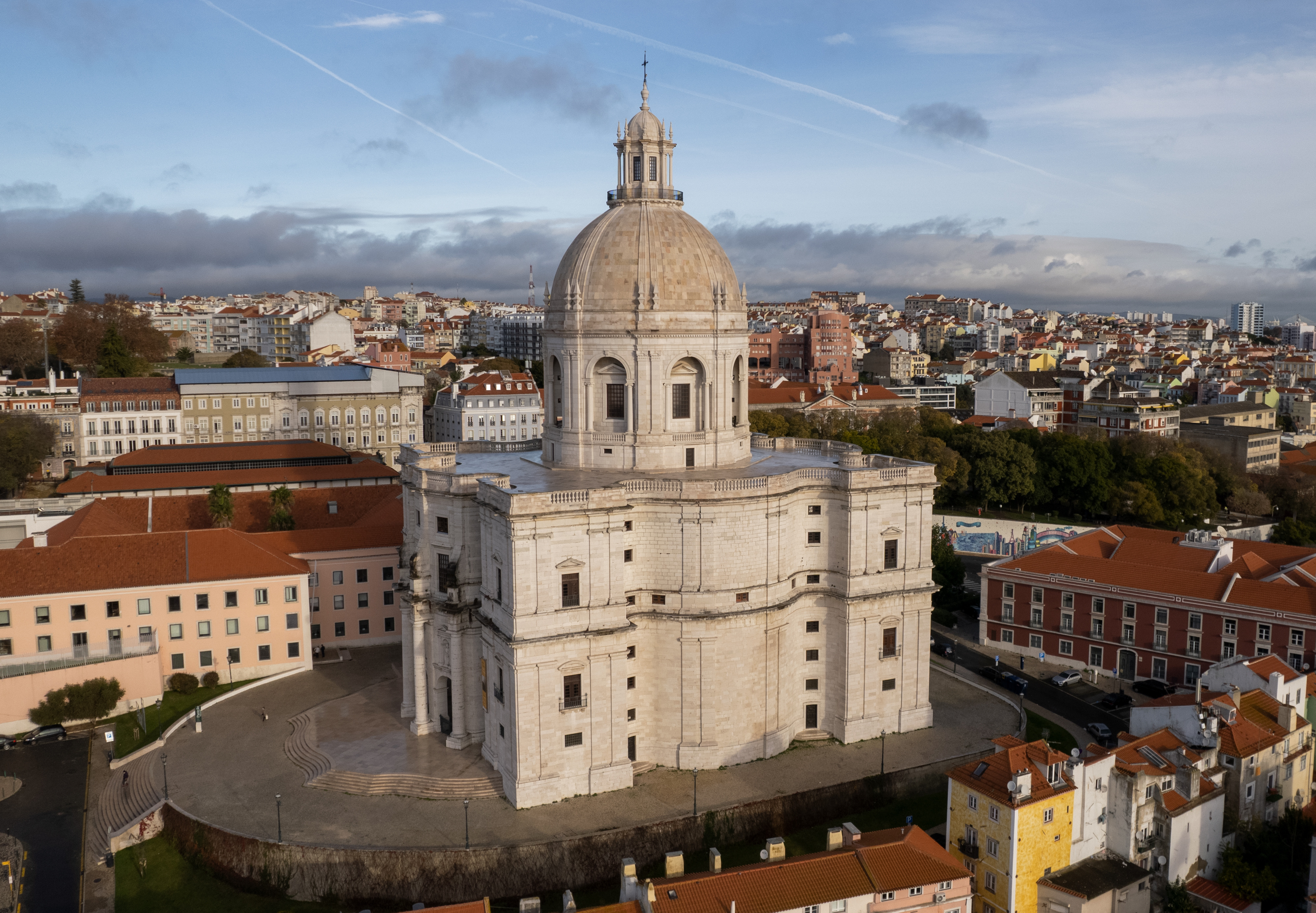
Das Panteão Nacional befindet sich in der Kirche Igreja de Santa Engrácia

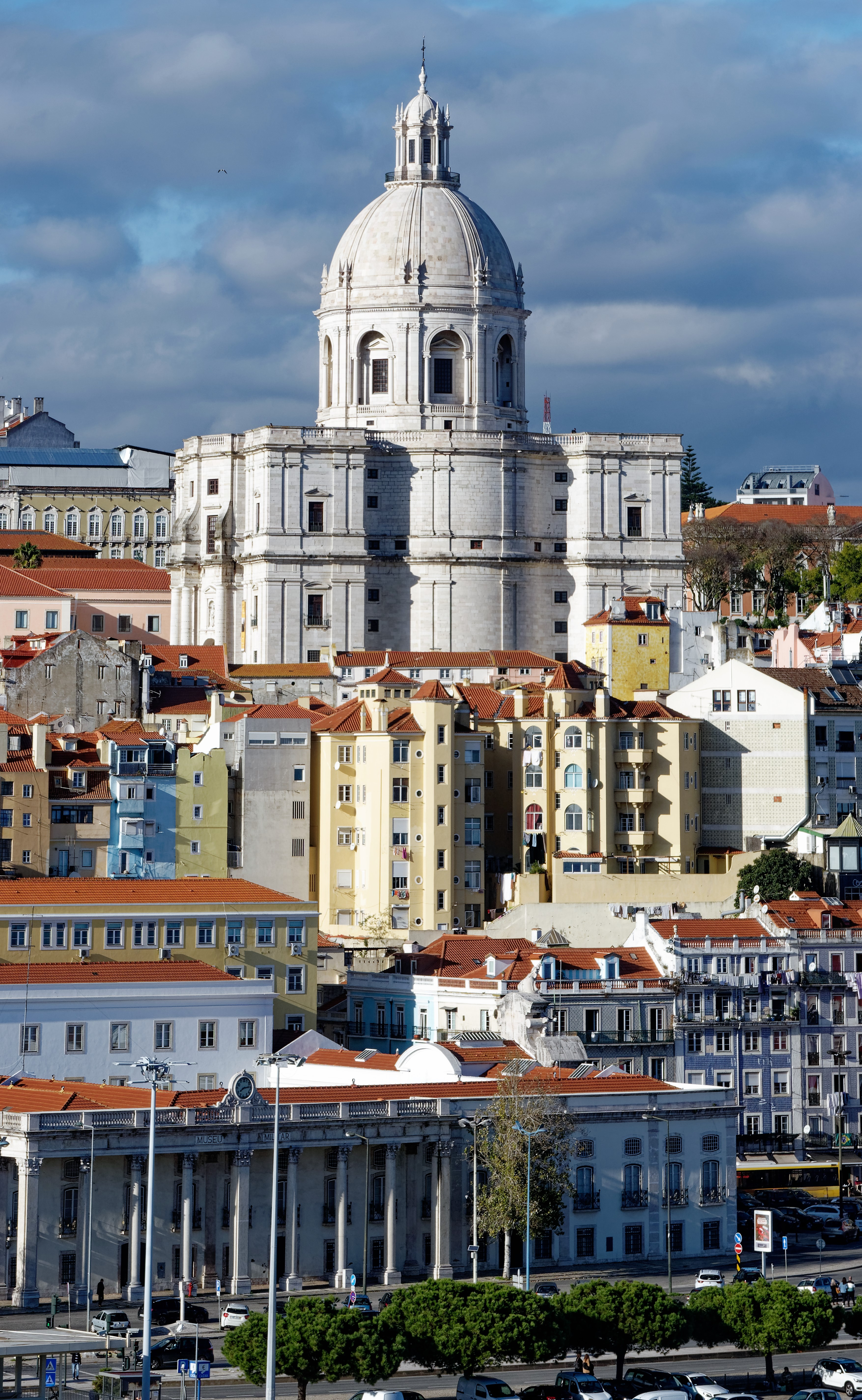
Vom Tejo aus gesehen

Die Igreja de Santa Engrácia, [i'gɾeʒɐ dɨ 'sɐ̃tɐ ẽ'gɾasiɐ], zu deutsch Kirche der heiligen Engrácia, ist eine große Barockkirche des 17. Jahrhunderts in der Freguesia São Vicente in der portugiesischen Hauptstadt Lissabon. Die Kirche, die erst im 20. Jahrhundert vollendet werden konnte, dient nun als „Nationales Pantheon“ (Panteão Nacional, [pɐ̃ti'ɐ̃ũ nɐsiu'naɫ]) und wurde daher nie als Gotteshaus genutzt.

## Geschichte
Das derzeitige Gebäude der Igreja de Santa Engrácia ersetzte mehrere bereits davor am gleichen Ort bestehende Kirchen, die ebenfalls nach der Märtyrerin aus Braga aus dem 12. Jahrhundert, der heiligen Engrácia, benannt waren. Die erste Kirche stiftete Prinzessin Maria, Tochter aus der dritten Ehe des portugiesischen Königs Manuel I., etwa um 1568. Die ersten Bauarbeiten für das derzeitige Kirchengebäude begannen 1681, nachdem die vorigen teilweise eingestürzt waren. Die Leitung des Baus übernahm João Antunes, königlicher Architekt und zu der Zeit einer der bekanntesten Barockarchitekten Portugals.
Die Bauarbeiten für die neue Kirche zogen sich von 1682 bis 1712 hin, bis Antunes verstarb. Der damalige König João V. hatte kein Interesse an der neuen Kirche in Alfama, er investierte die Steuermittel lieber in den gigantischen Konvent von Mafra. Die Kirche blieb bis ins 20. Jahrhundert unvollendet. So bürgerte sich die Bezeichnung Obras de Santa Engrácia, zu Deutsch Bauarbeiten von Santa Engrácia, als Synonym für lange, unvollendete Werke in den allgemeinen Sprachgebrauch ein. Letztendlich entschied die portugiesische Politik während des Estado Novo, die Kirche fertigzustellen. Daher wurde die Kirche, vor allem die Kuppel, bis 1966 vollendet und darauf geweiht.

## Architektur

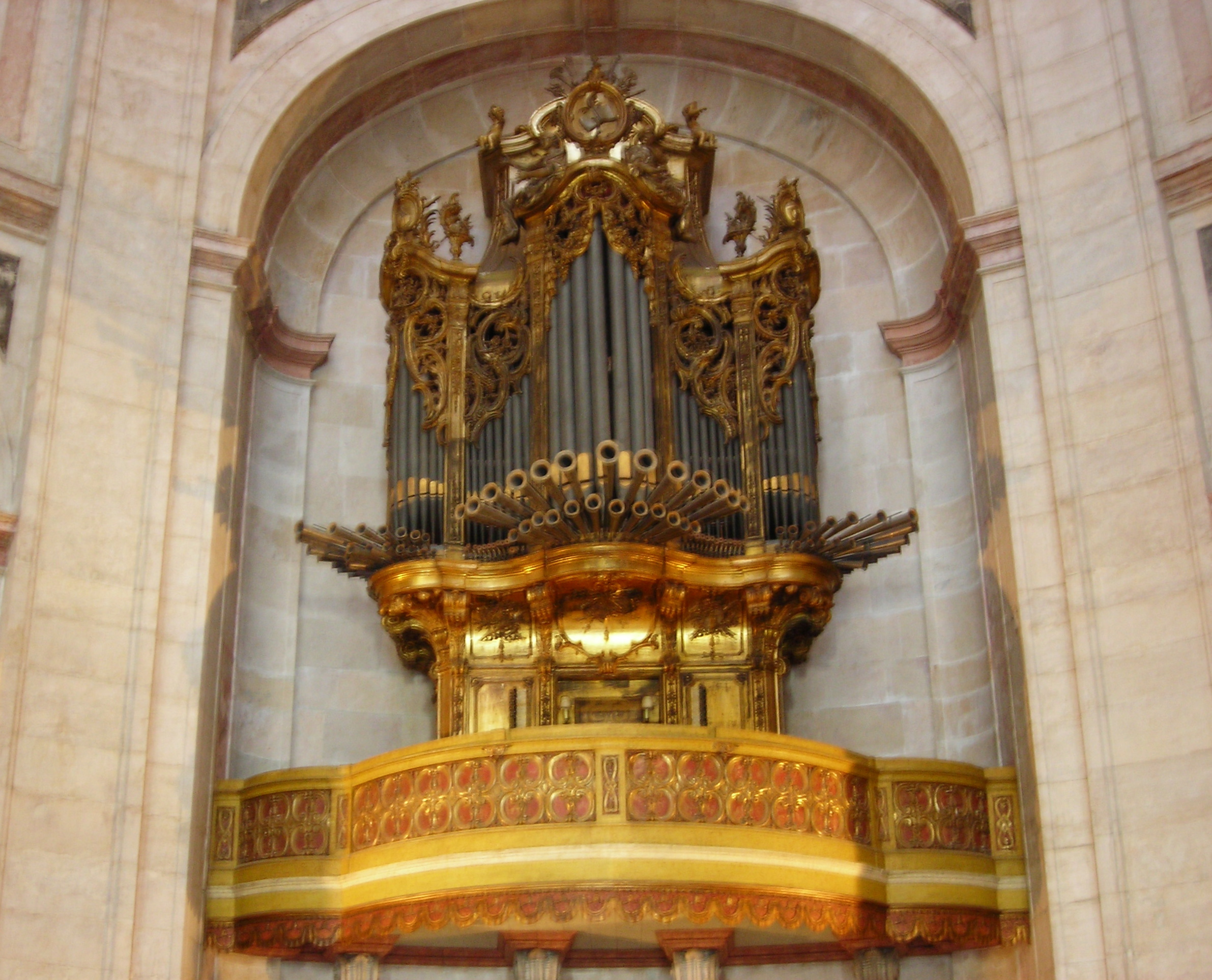
Blick auf die Orgel

João Antunes hatte für die Igreja de Santa Engrácia einen bis damals in Portugal einmaligen architektonischen Entwurf vorgelegt. Die Kirche mit der überdimensionalen, zentralen Kuppel besitzt einen symmetrischen Grundriss in der Form eines griechischen Kreuzes. An jeder Ecke der Kirche befinden sich prismaähnliche Türme, deren Spitzen jedoch nie vollendet wurden, sodass sich heute eine Aussichtsplattform auf den vier Türmen um die zentrale Kuppel befindet. Die Fassade der Kirche gestaltete der italienische Barockarchitekt Francesco Borromini. Die Hauptfront der Kirche in Richtung Westen besitzt einen großen Portikus mit drei Torbögen, jeden Torbogen ziert eine Statue darüber. 
Den Innenraum der Kirche dominieren die Bogen und die Kirchenschiffe der Vierung. Sowohl den Boden als auch die Wände der Kirche zieren verschiedenfarbige Marmorstrukturen. 

## Orgel
Die Orgel aus dem 18. Jahrhundert stammt dagegen aus der Patriarchatskathedrale Sé Patriarcal. Das Instrument wurde von dem Orgelbauer Joaquim António Peres Fontanes erbaut und zuletzt 1966 restauriert. Es hat 29 Register auf zwei Manualen und Pedal.
| I Órgão Principal C–c1, cis1–d3 |     |
| Flautado de 12 tapado           | B/D |
| Flautado de 6 tapado            | B/D |
| Oitava Real                     | B/D |
| Dozena                          | B/D |
| 15ª, 19ª e 22ª                  | B/D |
| Mixtura Imperial                | B/D |
| Composta de cheio V             | B/D |
| Símbala IV                      | B/D |
| Subsímbala IV                   | B/D |
| Trombeta Real                   | B/D |
| Flautado de 12 aberto           | B/D |

| (Fortsetzung)       |   |
| Clarão VI           | B |
| Baixãozinho         | B |
| Fagote              | B |
| Trombeta de Batalha | B |
| Voz Humana          | D |
| Corneta Real VIII   | D |
| Clarim              | D |
| Clarinete           | D |

| II Órgão de Ecos C–c1, cis1-d3 |     |
| Flautado de 12 tapado          | B/D |
| Flautado de 6 tapado           | B/D |
| Nazardo de III                 | B   |
| Composta de 22ª                | B   |
| Fagote                         | B   |
| Flauta Travessa                | D   |
| Corneta Inglesa                | D   |
| Clarinete                      | D   |

| Pedal C–c1     |
| Flautado de 24 |

## Panteão Nacional

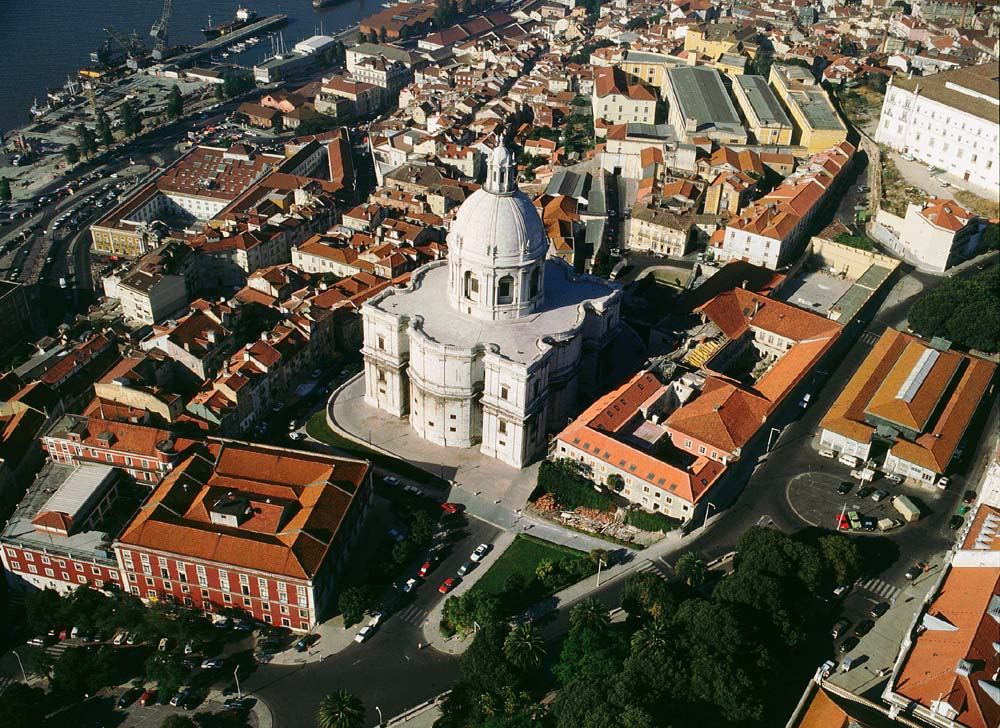
Die Igreja de Santa Engrácia aus der Luft gesehen

1966, während der Diktatur unter Salazar, wurde die Kirche, nachdem sie fertiggestellt war, nach französischem Vorbild in ein nationales Pantheon umgewandelt. Daher wurden nachträglich einige Personen exhumiert, um in der Igreja de Santa Engrácia beerdigt zu werden. Begraben sind hier die Staatspräsidenten Manuel José de Arriaga, Teófilo Braga, Sidónio Pais und Óscar Carmona, der General und oppositionelle Präsidentschaftskandidat Humberto Delgado, die Schriftsteller João de Deus, Almeida Garrett, Guerra Junqueiro und Aquilino Ribeiro sowie die Fadosängerin Amália Rodrigues und der Fußballspieler Eusébio. Von 1953 bis 2003 war hier auch der rumänische König Karl II. beigesetzt, ehe seine Überreste in seine Heimat (Curtea de Argeș) überführt wurden.
Zudem befinden sich dort noch einige Kenotaphe für „Helden der portugiesischen Geschichte“ wie Luís de Camões, Pedro Álvares Cabral, Afonso de Albuquerque, Nuno Álvares Pereira, Vasco da Gama und Heinrich den Seefahrer.
Seit August 2003 besitzt auch das Kloster Santa Cruz in Coimbra den Status eines „Panteão Nacional“, da dort die ersten beiden portugiesischen Könige, Afonso Henriques und Sancho I., beerdigt sind. Daher gibt es seitdem zwei Gebäude in Portugal, die gleichrangig die Bezeichnung „Panteão Nacional“ tragen.